# British Paralympic Association
Le British Paralympic Association est le comité national paralympique de la Grande-Bretagne et de l'Irlande du Nord. Son siège est à Londres.
Le BPA a été fondé en 1989.
L'association est parrainé par BT est Sainsburys depuis 2013.

## Organigramme
- Président : Tim Reddish, OBE
- Chairman: Tim Reddish, OBE
- Vice Chairman: Ann Cutcliffe